# Slag om Santiago
De Slag om Santiago is de bijnaam die wordt gegeven aan de voetbalwedstrijd tussen Chili en Italië die op 2 juni 1962 gespeeld werd op het wereldkampioenschap voetbal in Chili. De wedstrijd kreeg die bijnaam door de vijandige sfeer die heerste en de vele overtredingen die gemaakt werden. Het kwam meermaals tot vechtpartijen en de politie moest verschillende keren tussenkomen. Niettemin werd de wedstrijd uitgespeeld en door Chili gewonnen met 2–0.

## Achtergrond
Op het WK van 1962 zaten Chili en Italië samen met West-Duitsland en Zwitserland in Groep B, die ook wel de "Groep des Doods" van het toernooi werd genoemd. Chili had zijn eerste wedstrijd tegen Zwitserland gewonnen en zou bij winst tegen Italië zeker zijn van de volgende ronde. De Italianen hadden gelijkgespeeld tegen West-Duitsland en moesten winnen om kans te houden op de kwartfinale. In de aanloop naar het onderlinge duel verscheen een reeks artikels van de Italiaanse journalisten Antonio Ghirelli en Corrado Pizzinelli waarin ze klaagden over de armoede en slechte infrastructuur in Santiago en Chili in zijn geheel. Met name de prostitutie en criminaliteit in de hoofdstad kregen veel aandacht. De beslissing om het WK aan Chili toe te wijzen werd gezien als "pure waanzin", mede door de enorme vernielingen die in 1960 waren aangericht door de aardbeving Valdivia. Via de Chileense ambassade in Rome werden de artikels dan weer naar Chili verspreid, waar ze nationalistische gevoelens aanwakkerden en de spanning voor de wedstrijd opdreven. Ghirelli en Pizzinelli waren gedwongen het land te verlaten, terwijl een Argentijnse schrijver die als een van de journalisten werd aanzien in een bar in Santiago in elkaar geslagen werd. In een poging de gespannen situatie te ontmijnen, kwamen de Italiaanse spelers het veld op met bloemen die ze in het publiek wierpen. Zonder succes: de Chileense supporters gooiden de bloemen terug naar de spelers.
Verder was de sfeer doorheen het hele toernooi grimmig. Ook andere groepswedstrijden werden getekend door zware overtredingen en opstootjes. Dat had soms te maken met geopolitieke spanningen, zoals die tussen de Sovjet-Unie en Joegoslavië. Toen de twee landen elkaar in de eerste ronde van het WK troffen, werden er veel overtredingen en harde tackles gemaakt. De Rus Eduard Dubinski raakte daarbij zo zwaar geblesseerd dat hij nooit meer zou kunnen voetballen en zou uiteindelijk ook overlijden aan de gevolgen van die blessure. Ook de groepswedstrijd tussen West-Duitsland en Italië is een voorbeeld van de bitsige sfeer tijdens het toernooi. Tijdens de wedstrijd, die door de West-Duitse coach Sepp Herberger bestempeld werd als "de hardste partij uit de geschiedenis van het West-Duitse voetbal", vielen vier spelers geblesseerd uit als gevolg van harde tackles.
De scheidsrechter voor de wedstrijd tussen Chili en Italië was de Engelsman Ken Aston, die eerder ook al de wedstrijd tussen Chili en Zwitserland gefloten had. Ook tijdens die wedstrijd werden heel wat zware overtredingen gemaakt, maar werd niemand van het veld gestuurd. De Italianen vreesden dat Aston partijdig was en de Chilenen moest helpen met het behalen van de volgende ronde, maar ze konden de keuze niet meer aanvechten.

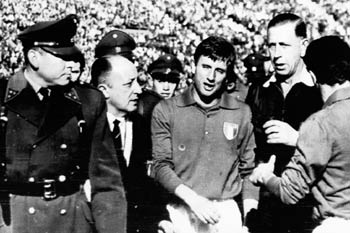
Ferrini wordt van het veld begeleid door politieagenten

## Wedstrijdverloop
Al in de eerste minuut van de wedstrijd floot Aston voor een overtreding van de Chilenen. Drie minuten later was er een eerste opstootje tussen de twee ploegen. Na zeven minuten zag Aston hoe de Italiaan Giorgio Ferrini de Chileen Landa een trap in de zij gaf. De scheidsrechter wilde hem daarvoor van het veld sturen, maar de Italiaan weigerde te vertrekken. Na een minutenlange chaos kwam de politie het veld op om Ferrini weg te halen. Als reactie op fel verdedigen van de Italiaan Mario David gaf wat later Leonel Sánchez, zoon van een professioneel bokser, de Italiaan een slag in het gezicht, maar werd niet van het veld gestuurd. Opnieuw moesten politieagenten het veld betreden om te gemoederen te doen bedaren. Toen David enkele minuten later wraak nam met een wilde ingreep op Sánchez, werd hij wel van het veld gestuurd, waardoor de Italianen met negen spelers de rust in gingen.
Ook in de tweede helft speelden de twee ploegen het hard. In een opstootje tussen Sánchez en de Italiaan Humberto Maschio deelde Sánchez opnieuw een vuistslag uit, waarbij hij Maschio's neus brak. Opnieuw werd hij niet van het veld gestuurd. Na een slecht weggewerkte vrije trap kon Jaime Ramírez in de 73e minuut de 1–0 binnenkoppen. Enkele minuten later scoorde Ramírez opnieuw, maar zijn doelpunt werd afgekeurd. In minuut 87 mochten de Chilenen alsnog vieren: met een afstandsschot verdubbelde Jorge Toro de score. Na affluiten brak er opnieuw een opstootje uit. Uiteindelijk werden de Italiaanse spelers door de staf naar de kleedkamer begeleid terwijl de Chilenen de kwalificatie voor de volgende ronde vierden.

### Details
|                                           |                      |       |        |                                                                                      |
| 2 juni 1962 15:00 (UTC−4) Groepswedstrijd | Chili                | 2 – 0 | Italië | Estadio Nacional, Santiago Toeschouwers: 66.057 Scheidsrechter: Ken Aston (Engeland) |
| 2 juni 1962 15:00 (UTC−4) Groepswedstrijd | Ramírez 73' Toro 87' |       |        | Estadio Nacional, Santiago Toeschouwers: 66.057 Scheidsrechter: Ken Aston (Engeland) |

## Nasleep
Na de wedstrijd gaven beide landen elkaar de schuld van het geweld. De Chilenen verweten de Italianen het veld op te zijn gekomen met enkel de intentie Chileense spelers te blesseren. Een vertegenwoordiger van de Chileense voetbalbond suggereerde zelfs dat de Italianen gedrogeerd waren en wees op het belang van dopingonderzoek na wedstrijden. In Italië werden de Chileense spelers dan weer voorgesteld als barbaren. Ook het optreden van Ken Aston werd in vraag gesteld en als partijdig bestempeld. De spanningen liepen zelfs zo hoog op dat het Chileense consulaat in Rome beschermd moest worden door het Italiaanse leger.
Doordat het beeldmateriaal van de wedstrijd verscheept moest worden, verscheen de wedstrijd pas enkele dagen later op de Britse televisie. BBC-presentator David Coleman kondigde de wedstrijd aan met de woorden: "Goeie avond dames en heren, de voetbalmatch die jullie zo dadelijk gaan zien, is wellicht de stomste, vreselijkste, meest wraakroepende en afstotelijke match uit de voetbalgeschiedenis." Niet veel later was de bijnaam "de Slag om Santiago" geboren. De wereldvoetbalbond FIFA beloofde een strenge reactie om een voorbeeld te stellen, maar uiteindelijk werd Ferrini slechts één wedstrijd geschorst, terwijl kemphanen Sánchez en David niet gestraft werden. Er werd vooral geprobeerd een punt te zetten achter de schandaalsfeer omtrent de wedstrijd en de rest van het toernooi in relatieve rust te laten verdergaan. Toch bleef het geweld een rode draad doorheen het toernooi: in totaal werden op het WK zes spelers van het veld gestuurd, wat 24 jaar lang een record zou zijn. Mede daardoor zou het WK in Chili een beruchte status krijgen, met de wedstrijd tussen Chili en Italië als dieptepunt.
Scheidsrechter Aston gaf achteraf aan dat het niet voelde alsof hij scheidsrechter was van een voetbalwedstrijd, maar opzichter bij militaire manoeuvres. Hij zou nadien geen enkele WK-wedstrijd meer fluiten. Voor de WK's van 1966, 1970 en 1974 zetelde hij in de scheidsrechterscommissie van de FIFA. In die hoedanigheid zou hij verschillende vernieuwingen doorvoeren met betrekking tot de arbitrage, waaronder de introductie van gele en rode kaarten.